# Ida Frabboni
Ida Frabboni (Bologna, 4 ottobre 1896 – Bologna, 2 novembre 2009) è stata una supercentenaria italiana vissuta 113 anni e 29 giorni, decana d'Italia dal 28 giugno 2009 alla sua morte, avvenuta 127 giorni più tardi.

## Biografia
Ida Frabboni nacque a Bologna il 4 ottobre 1896. Nel corso della sua vita, ebbe tre figli. È vissuta sempre nella sua città natale, Bologna.
Il 28 giugno 2009, alla morte di Lucia Lauria, divenne la persona più anziana d'Italia. È deceduta il 2 novembre 2009, all'età di 113 anni e 29 giorni. Dopo la sua scomparsa, Venere Pizzinato-Papo le succedette come decana d'Italia.